# Аршак I (царь Иберии)
Аршак I, также Арташес I (арм. Արշակ Ա, груз. არშაკ I; умер в 78 году до н. э.) — первый представитель армянских Арташесидов на троне древней Иберии. Внук царя Великой Армении Арташеса I и, скорее всего, сын царя Артавазда I. Много столетий спустя грузинские историки (например Леонти Мровели, XI век) передавали, что Аршак был сыном армянского царя, а жена его происходила из Фарнавазидов. Аршак был призван править Иберией после гибели в бою ненавистного народу царя Фарнаджома. Когда армянский царь Тигран Великий завоевал Иберию, тогда он поставил на трон своего кузена Аршака (около 90 года до н. э.). Наследовал ему сын Артак. Иных сведений о его правлении не сохранилось.